# Ahmed Otayf
Ahmed Otayf (właśc. Ahmed Ibrahim Otayf; ar. احمد عطيف; ur. 2 kwietnia 1983 w Rijadzie) – saudyjski piłkarz, występujący w przeszłości na pozycji pomocnika, przez całą karierę grał w saudyjskim klubie Asz-Szabab Rijad. 33-krotny reprezentant Arabii Saudyjskiej. Uczestnik Pucharu Azji 2011 oraz Młodzieżowych Mistrzostw Świata 2003. Brat Abdullaha i Abdoha Otayfa.

## Statystyki

### Klubowe
Na podstawie:
| Klub             | Sezonów | Liga                      | Liga  | Liga   | Puchar krajowy | Puchar krajowy | Kontynentalne | Kontynentalne | Suma  | Suma   |
| Klub             | Sezonów | Liga                      | Mecze | Bramki | Mecze          | Bramki         | Mecze         | Bramki        | Mecze | Bramki |
| ---------------- | ------- | ------------------------- | ----- | ------ | -------------- | -------------- | ------------- | ------------- | ----- | ------ |
| Asz-Szabab Rijad | 15      | Saudi Professional League | 180   | 12     | 52             | 1              | 52            | 2             | 284   | 15     |
|                  | Łącznie | Łącznie                   | 180   | 12     | 52             | 1              | 52            | 2             | 284   | 15     |

### Reprezentacyjne
Na podstawie:
| Mecze w Pucharze Azji 2011 | Mecze w Pucharze Azji 2011 | Mecze w Pucharze Azji 2011 | Mecze w Pucharze Azji 2011 | Mecze w Pucharze Azji 2011 | Mecze w Pucharze Azji 2011 | Mecze w Pucharze Azji 2011 | Mecze w Pucharze Azji 2011 | Mecze w Pucharze Azji 2011 |
| Lp.                        | Data                       | Miasto                     | Przeciwnik                 | Wynik                      | Czas                       | Gole                       | Inne                       | Faza rozgrywek             |
| -------------------------- | -------------------------- | -------------------------- | -------------------------- | -------------------------- | -------------------------- | -------------------------- | -------------------------- | -------------------------- |
| 1.                         | 09.01.2011                 | Ar-Rajjan                  | Syria                      | 1:2 (0:1)                  | 1'–90'                     |                            |                            | Faza grupowa               |
| 2.                         | 17.01.2011                 | Ar-Rajjan                  | Japonia                    | 0:5 (0:3)                  | 1'–90'                     |                            |                            | Faza grupowa               |

## Sukcesy
Na podstawie:

### Klubowe
Z Asz-Szabab:
- Mistrz Arabii Saudyjskiej 2003/04, 2005/06, 2011/12
- Puchar Arabii Saudyjskiej 2007/08, 2008/09, 2013/14
- Superpuchar Arabii Saudyjskiej 2014/15